# Piet Ooms
Pieter Lodewijk Ooms, detto Piet (Amsterdam, 11 dicembre 1884 – Amsterdam, 14 febbraio 1961), è stato un nuotatore e pallanuotista olandese.
Ha gareggiato ai Giochi di Londra 1908, gareggiando nella gara dei 1500 metri stile libero, risultando eliminato al primo turno, ed al torneo di pallanuoto, classificandosi al quarto posto.